# Волочаевка (Пятихатский район)
Волочаевка (укр. Волочаївка) — село,
Марьяновский сельский совет,
Пятихатский район,
Днепропетровская область,
Украина.
Код КОАТУУ — 1224583702. Население по переписи 2001 года составляло 8 человек .

## Географическое положение
Село находится в трёх км от левого берега реки Жёлтая,
на расстоянии в 3,5 км от села Марьяновка.
По селу протекает пересыхающий ручей.
Рядом проходит железная дорога, станция Платформа 6 км в 1,5 км.